# Szijj Ferenc (polgármester)
Szijj Ferenc (Komárom, 1878. május 14. – Kaposvár, 1957. március 3.) Komárom polgármestere, a Jókai Egyesület elnöke, tanácsos, zenész.

## Élete
Szülei Szíjj János (1850-1913) városi elemi iskolaigazgató és Balogh Terézia, testvérei Mária, Margit és János voltak. 
1907-től városi aljegyző, 1911-ben tiszteletbeli főjegyző volt. 1912-ben a komáromi Jókai Egyesület titkárává választották. 1914-től Komárom város tanácsnoka. A csehszlovák államfordulat idején lett polgármester, de azt követően Komáromot községgé degradálták, őt pedig nyugdíjazták. A csehek túszszedésekor, a 10 túsz elbocsátásáért cserébe többekkel önként ajánlkozott. Jókai komáromi szobrának felállításáért is sokat tett.
A komáromi bencés gimnázium Ifjúsági Segitőegyesületének, illetve a Szlovenszkói Magyar Kultúregyesületnek elnöke volt. A Jókai Egyesület 60. születésnapja előtt elhatározta, hogy arcképét megfestetik, amivel Komáromi Kacz Endrét bízták meg. Az egyesületet 1922-től betiltásáig ő vezette. A komáromi református egyházmegye világi tanácsbírója volt. 1910-ben főjegyzőként képviselte Komáromot Beniczky Lajos főispán temetésén.
Felesége gyerkényi Pyber Margit volt, akit 1911-ben Komáromban vett feleségül. Lánya Margit Daisy ifj. Halmi Nándorné volt. Sógora Pyber Béla alezredes volt.

## Elismerései

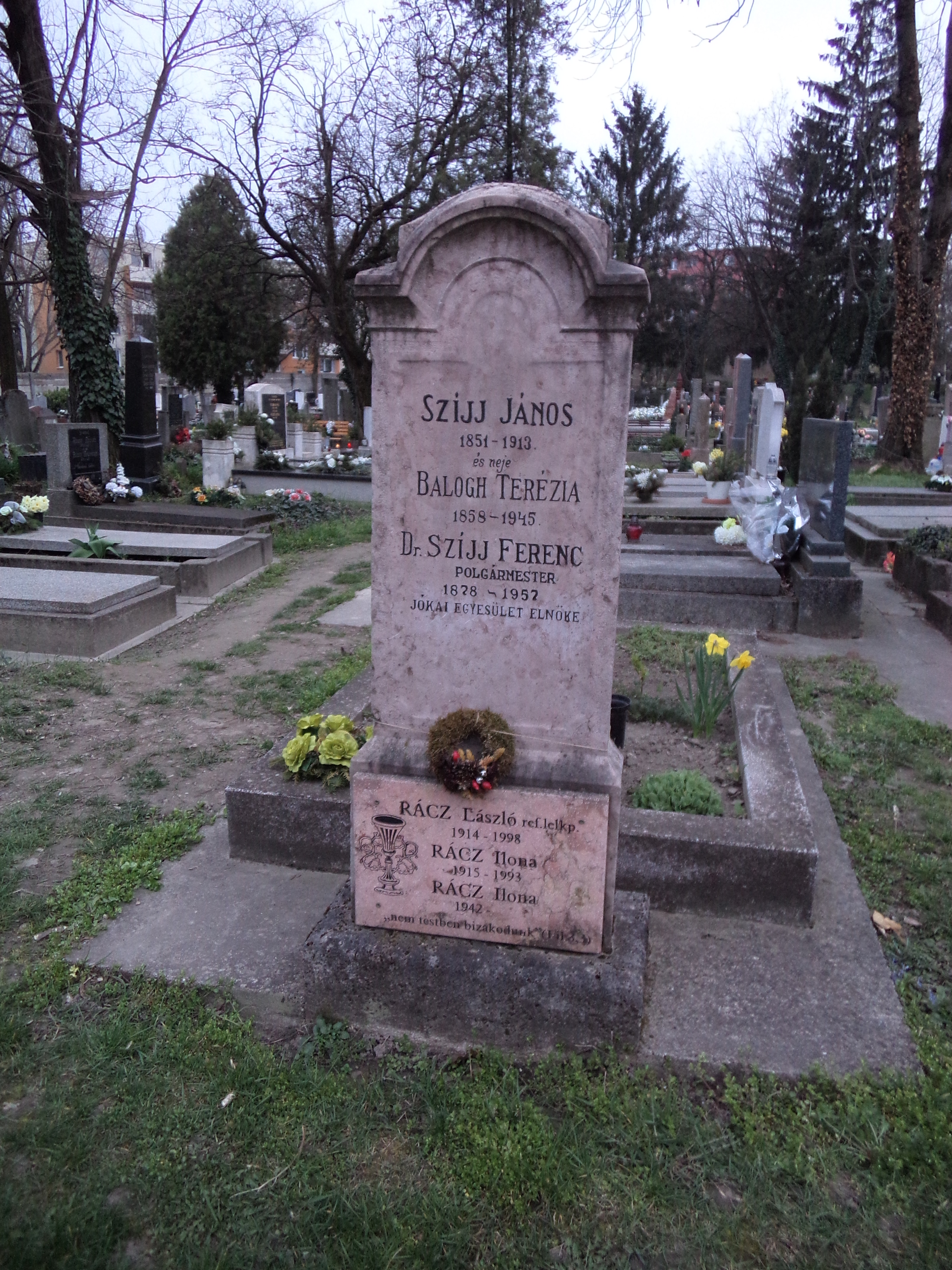
Sírhelye Komáromban
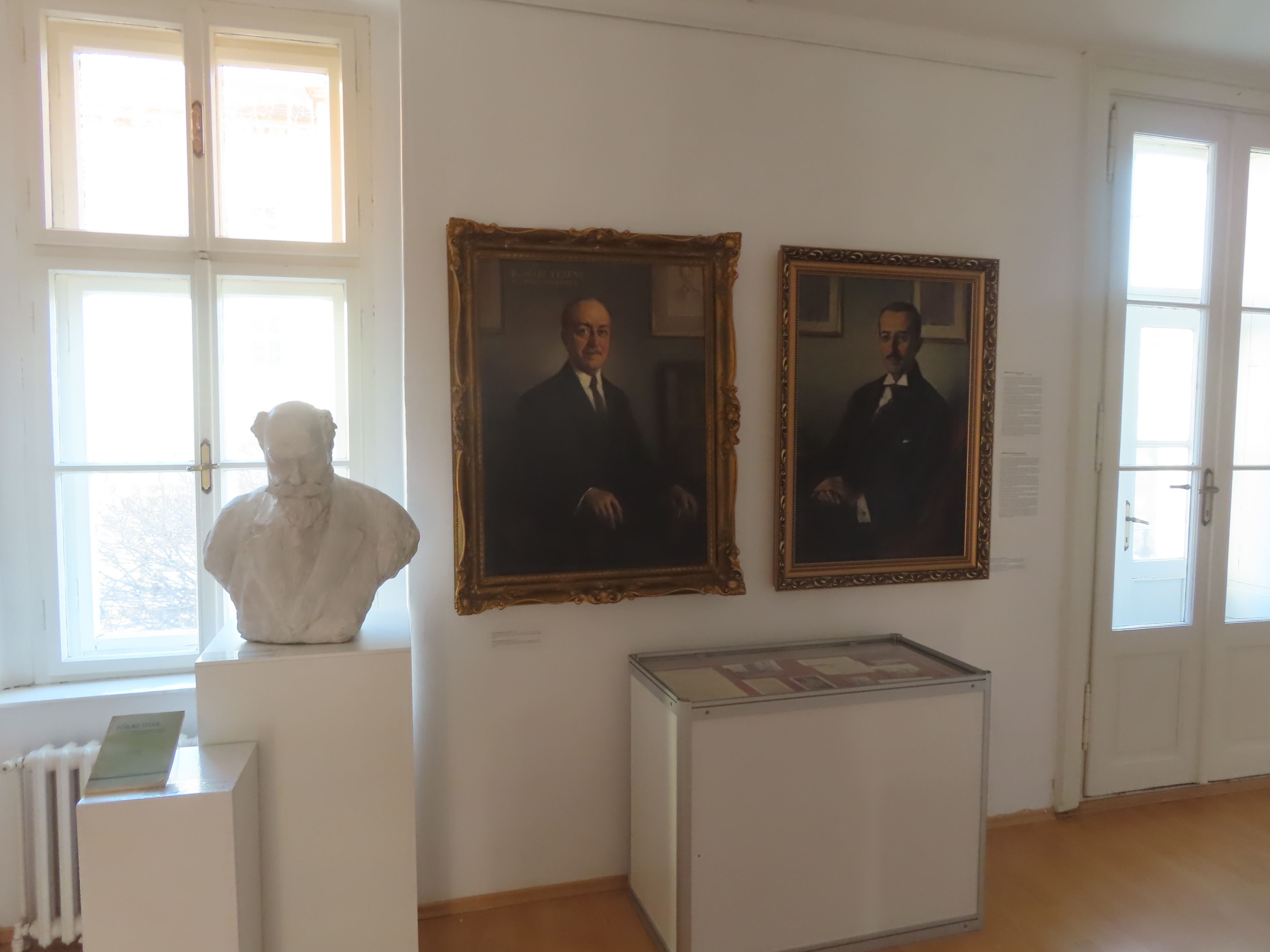
Festménye Komáromban a Jókai kiállításban (2025)

- 1939-től Magyar királyi kormányfőtanácsos[16]

## Művei
- 1925 Időjóslás hajdanában. In: Alapy Gyula – Fülöp Zsigmond (szerk.): Jókai emlékkönyv. Jókai Mór születésének százados évfordulója alkalmából. Komárom, 147-149.
- 1936 Az ötödik gyermek. Magyar Írás 5/5, 43-51.